# Énekeskabóca-szerűek

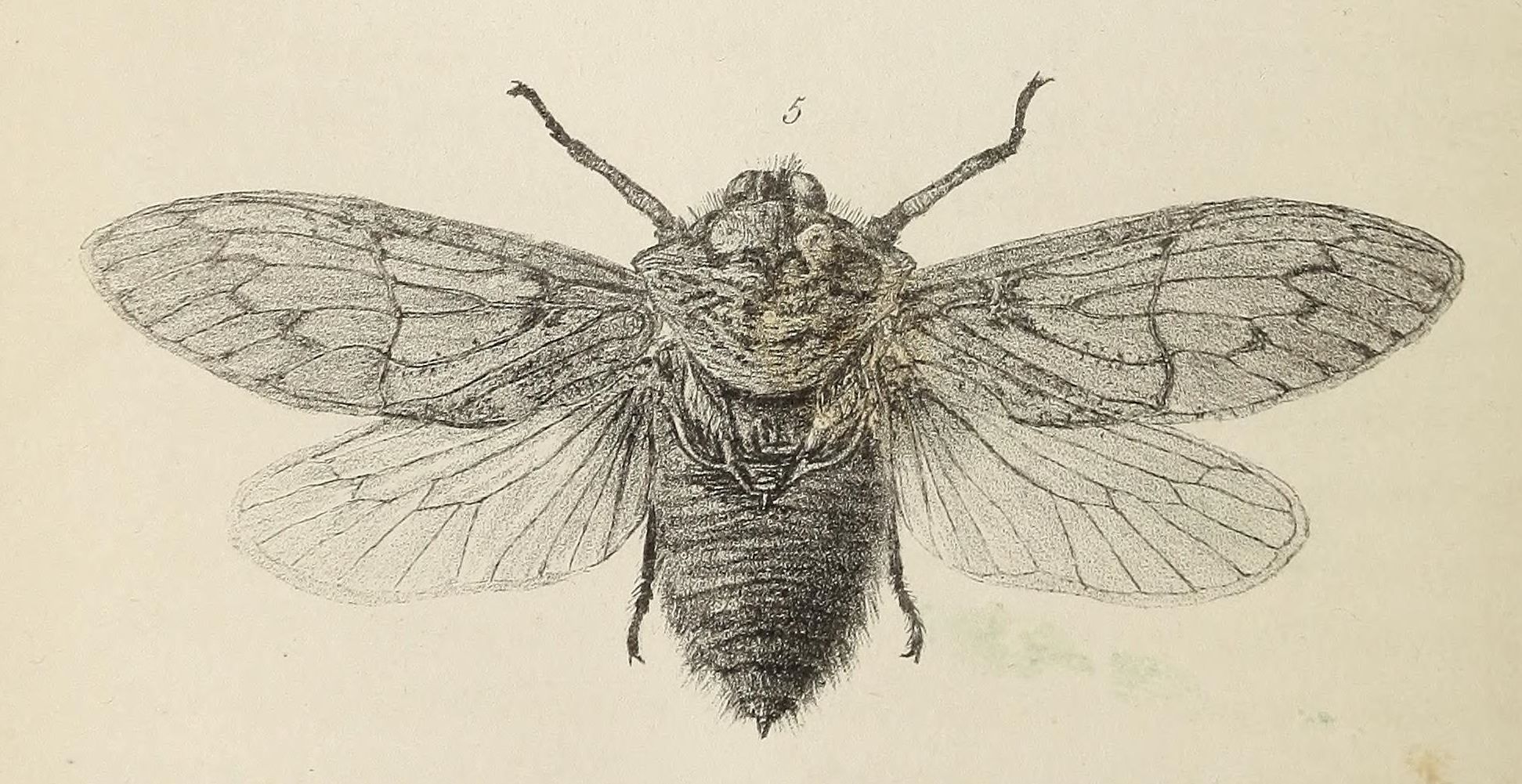
A Közép-Ausztráliában élő Tettigarcta tomentosa

Az énekeskabóca-szerűek (Cicadoidea) a rovarok (Insecta) osztályába sorolt félfedelesszárnyúak (Hemiptera) rendjében a kabócák (Auchenorrhyncha) énekeskabóca-formájúak (Cicadomorpha) alrendágának névadó öregcsaládja.

## Származásuk, elterjedésük
Az énekes kabócák (Cicadidae) mintegy kétezer fajának többsége a trópusokon és szubtrópusokon él. A kozmopolita taxon képviselői az Antarktisz kivételével minden kontinensen megtelepedtek; legtöbb fajuk a trópusokon és szubtrópusokon.
A szőrös kabócáknak (Tettigarctidae) a 20. század végéig mindössze két recens faját ismerték; ezek egyike Dél-Ausztráliában él, a másik a közeli Tasmániában. Azóta egy sor (többnyire fosszilis) új fajt írtak le; elsősorban Kínából és Dél-Amerikából.

## Megjelenésük, felépítésük
Az énekes kabócák közé tartoznak a legnagyobb ismert kabócafajok. Így például a császárkabóca (Pomponia imperatoria) testhossza eléri a 7 cm-t, szárnyának fesztávolsága a 18 cm-t.

## Életmódjuk, élőhelyük
Melegkedvelő állatok. A többi kabócához hasonlóan növényi nedveket szívogatnak.